# Лихтенштейн, Эммануил фон
Граф Эммануил фон Лихтенштейн (1700—1771) — глава младшей линии рода Лихтенштейнов, сын Филиппа Эразмуса фон Лихтенштейна и Кристины фон Лёвенштайн-Вертгайм-Рошфор.
В возрасте 25 лет Эммануил вступил в брак с 19-летней графиней Марией Анной Дитрихштайн, которая имела также титулы баронессы Холленбург и Финкенштайн. Свадьба состоялась 14 января 1726 года в Вене. У супругов родилось тринадцать детей:
- Франц Иосиф, 8-й князь Лихтенштейн (1726 - 1781) - 8-й князь Лихтенштейна в 1772 - 1781 годах, был женат на графине Марии Леопольдиной фон Штернберг, восемь детей;
- Карл Борромеус (1730 - 1789) - фельдмаршал имперской армии, был женат на Марии Элеоноре Эттинген-Шпильберг , семеро детей;
- Филипп Йозеф (1731 - 1757) - погиб в битве под Прагой во время Семилетней войны , женат не был, детей не имел;
- Эмануэль Йозеф (1732 - 1738) - прожил 6 лет;
- Иоганн Йозеф (1734 - 1781) - женат не был, детей не имел;
- Антон Йозеф (1735 – 1737) – прожил 2 года;
- Йозеф Венцель (1736 – 1739) – прожил 2 года;
- Амалия (1737 - 1787) - замужем за 2-м князем Кевенхюллер-Меч Сигизмундом, десять детей;
- Анна (1738 - 1814) - жена графа Эммануила-Филиберта Вальдштейна, одиннадцать детей;
- Франциска (1739 - 1831) - жена принца Шарля-Жозефа де Линя, семеро детей;
- Кристина (1741 - 1819) - жена графа Франца Фердинанда Кински фон Вхинитц и Теттау, двенадцать детей;
- Терезия (1741 - 1866) - жена князя Карла Иеронимуса Пальфи де Эрдьодь, два сына;
- Леопольд Йозеф (1743 - 1772) - женат не был, детей не имел.

Вместе супруги прожили 45 лет. Эммануил умер на следующий день после их годовщины в 1771 году.